# Heino Liimets
Heino Liimets (ur. 1928, zm. 1989) – estoński psycholog i pedagog, członek Akademii Nauk Pedagogicznych ZSRR. Interesował się głównie psychologicznymi problemami związanymi z pracą z dziećmi trudnymi, wychowaniem społecznym i dydaktyką ogólną.

## Ważniejsze prace
- Gruppowaja rabota na urokie (1975)
- Kak wospitywajet obuczenije (1982)
- Didaktika (razem z W. Naumannem, 1982)
- Na puti k nowoj szkole (1987)